# Nikitella vikhrevi
Nikitella vikhrevi (лат.) — вид насекомых из семейства мух-зеленушек (Dolichopodidae), единственный в роде Nikitella. Афротропика, Сенегал (Mbur).

## Описание
Длина тела (без усиков) 1,6 (самки) — 2,0 мм (самцы), длина усиков 0,7 мм. Самцы с вентральными шиповидными щетинками на бёдрах передней и средней пар ног; постабдомен самцов  симметричный, 7-й и 8-й сегменты  редуцированы. Вид был впервые описан в 2011 году российским энтомологом И. Я. Гричановым и назван в честь русского диптеролога Никиты Вихрёва (Москва).